# Бајка о трешњи
Бајка о трешњи је бајка Десанке Максимовић, српске песникиње, професорке књижевности и академика Српске академије наука и уметности.

## О бајци
Бајка о трешњи је племенита прича која код деце буди лепа осећања и уживање. Подстиче их на размишљање и нагони да уживају у лепим сликама и језику. Свет бајки Десанке Максимовић је доста близак причама из народа, али су приче везане за савремено окружење. У Јапану се поклања посебна пажња трешњином дрвету у цвату у пролеће. Дрво јапанске трешње је изузетно поштовано и време кад оно цвета се зове сакура.
Ово је прича за узраст деце другог разреда основне школе који могу нешто да сазнају о и Јапану, као и о традицији поштовања трешњиног цвета у тој егзотичној земљи. Десанка Максимовић уводи децу у стваран свет у Јапану где се слави цветање трешања на посебан начин и ужива у хладу трешњиног дрвета пуног белих и ружичасте латица мирисног цвета. Отац је био трговачки путник који је путовао до далеког Јапана и са пута донео најлепши дар својој најмлађој кћери.